# Simeó Gramàtic
Simeó Gramàtic (en llatí Symeon o Simeon Grammaticus, en grec Συμεών) fou un escriptor romà d'Orient de data desconeguda.
Aquest escriptor apareix formant part del Catalogus Bioliothecae Caesaraeae com a Simeonis Grammatici Etymologicon, arranjat en orde alfabètic; aquesta obra mai no ha estat publicada. En dona una referència Fabricius.